# 모하마드레자 골자르
모하마드레자 골자르(페르시아어: محمدرضا گلزار Mohammadreza Golzar, 1977년 3월 21일 ~ ) 또는 레자 골자르(Reza Golzar)는 이란의 배우 겸 모델, 기타리스트이다.
이슬람 아자드 대학(Islamic Azad University)을 졸업했고, 이란 혁명 이후에 결성된 이란의 첫 팝 밴드인 아리안 밴드(Arian Band)에서 기타리스트로 활동을 시작했다. 투어 공연 이후에 밴드에서 탈퇴하고 영화 《샘과 나르게스》(페르시아어: سام و نرگس; Sam o Nargess)로 배우 활동을 시작했다.